# IC 643
IC 643 је лентикуларна галаксија у сазвјежђу Лав која се налази на листи објеката дубоког неба у Индекс каталогу.
Деклинација објекта је + 12° 12' 4" а ректасцензија 10h 49m 27,1s. Привидна величина (магнитуда) објекта IC 643 износи 14,3 а фотографска магнитуда 15,3. IC 643 је још познат и под ознакама CGCG 66-30, PGC 32392.